# رافاييل بوينافنتيورا
رافاييل بوينافنتيورا هو مصرفي وسياسي فلبيني، ولد في 5 أغسطس 1938 في سان فرناندو في الفلبين، وتوفي في 30 نوفمبر 2006 في مانيلا في الفلبين بسبب سرطان الكلية.